# Jayson Goffin
Pas d'image ? Cliquez ici

a Compétitions nationales et continentales officielles uniquement.

b Matchs officiels uniquement.
Jayson Goffin, né le 11 août 2000 à Villeneuve-sur-Lot (Lot-et-Garonne), est un joueur de rugby à XIII français évoluant au poste de deuxième ligne. Il fait ses débuts en Championnat de France avant ses dix-huit ans avec Villeneuve-sur-Lot lors de la saison 2018. Appelé pour un ultime stage avec l'équipe de France des moins de 19 ans dans l'optique du Championnat d'Europe des moins de 19 ans 2018, il n'est finalement pas sélectionné pour cette édition dont la France sort victorieuse. Cela ne freine pas sa progression puisqu'en 2019 il assume un statut de titulaire à Villeneuve et est convoqué pour affronter au sein d'une sélection des meilleurs joueurs du Championnat de France un match de préparation des Dragons Catalans avant leur entrée en lice en Super League.

## Biographie
Jayson Goffin est issu d'une famille treiziste, puisque son père Franky, évolue au poste d'arrière dans les années 1990 et a gagné le championnat de France avec Villeneuve-sur-lot contre Saint-Estève en 1996.
Formé au CREPS de Toulouse autour d'Olivier Janzac, Loïc Carpene et Romain Maillot, le premier arrivé à Villeneuve-sur-Lot en 2018 décide de lancer le jeune Jayson Goffin en Championnat de France avant même ses dix-sept ans. Appelé pour un ultime stage avec l'équipe de France des moins de 19 ans dans l'optique du Championnat d'Europe des moins de 19 ans 2018, il n'est finalement pas sélectionné pour cette édition dont la France sort victorieuse.
Le co-entraineur de Villeneuve, Paul Guth, estime cependant que le joueur  « a le potentiel pour jouer en Super League ». C'est donc en toute logique, qu'à 18 ans, le joueur est sélectionné par Aurélien Cologni dans un XIII du Président qui doit rencontrer les Dragons catalans le 18 janvier 2019.

## Palmarès
- Collectif :
  - Vainqueur du Championnat de France : 2025 (Albi).
  - Finaliste du Championnat de France : 2024 (Albi).
  - Finaliste de la Coupe de France : 2023 et 2025 (Albi).

### Détails en sélection
| 1. | 22 octobre 2024 | Ukraine | 74-8 | Qualif. CM | Deuxième ligne | 4 | 1 | - | - |

### Détails en club
| Saison    | Club                      | Compétition           | Matchs | Points | Essais | Goals | Drops |
| --------- | ------------------------- | --------------------- | ------ | ------ | ------ | ----- | ----- |
| 2017-2018 | Villeneuve-sur-Lot        | Championnat de France | 5      | 4      | 1      | -     | -     |
| 2018-2019 | Villeneuve-sur-Lot        | Championnat de France | 16     | 40     | 10     | -     | -     |
| 2019-2020 | Saint-Estève XIII Catalan | Championnat de France | 2      | -      | -      | -     | -     |
| 2020-2021 | Saint-Estève XIII Catalan | Championnat de France | 8      | 4      | 1      | -     | -     |
| 2021-2022 | Saint-Estève XIII Catalan | Championnat de France | 11     | -      | -      | -     | -     |